# Iwasawateori
Inom talteori är Iwasawateori en teori för Galoismoduler av idealklassgrupper. Teorin påbörjades på 1950-talet av Kenkichi Iwasawa som en del av teorin om cyklotomiska kroppar. På 1970-talet undersökte Barry Mazur generaliseringar av Iwasawateorin till abelska varieteter.
Iwasawa utgick från observationen att det inom algebraisk talteori finns följder av utvidgningskroppar som har Galoisgrupp som är isomorf med den additiva gruppen av p-adiska heltal.

## Formulering
Iwasawa undersökte så kallade {\displaystyle \mathbb {Z} _{p}}-utvidgningar: oändliga utvidgningar av en algebraisk talkropp {\displaystyle F} med Galoisgrupp {\displaystyle \Gamma } isomorfisk till den additiva gruppen av p-adiska tal för något primtal p. Varje sluten delgrupp av {\displaystyle \Gamma } är av formen {\displaystyle \Gamma ^{p^{n}}}, så enligt Galoisteori är en {\displaystyle \mathbb {Z} _{p}}-utvidgning {\displaystyle F_{\infty }/F} samma sak som en oändlig serie kroppar {\displaystyle F=F_{0}\subset F_{1}\subset F_{2}\subset \ldots \subset F_{\infty }} så att {\displaystyle {\textrm {Gal}}(F_{n}/F)\cong \mathbb {Z} /p^{n}\mathbb {Z} }.  Iwasawa undersökte klassiska Galoismoduler över {\displaystyle F_{n}} genom att ställa frågor om strukturen av moduler över {\displaystyle F_{\infty }}.
Mer allmänt ställer Iwasawateori frågor om strukturen av Galoismoduler över utvidgningar vars Galoisgrupp är en p-adisk Liegrupp.